# Gibbodynerus gibbus
Gibbodynerus gibbus är en stekelart som beskrevs av Gusenleitner 2000. Gibbodynerus gibbus ingår i släktet Gibbodynerus och familjen Eumenidae. Inga underarter finns listade i Catalogue of Life.